# Trichostomum elliottii
Trichostomum elliottii är en bladmossart som beskrevs av Brotherus och Per Karl Hjalmar Dusén 1906. Trichostomum elliottii ingår i släktet lansettmossor, och familjen Pottiaceae. Inga underarter finns listade i Catalogue of Life.